# Avšar
Avšar (conosciuto anche come Avshar, in armeno Ավշար?, in passato Kyalbalavan) è un comune dell'Armenia di 5 156 abitanti (2009) della provincia di Ararat.